# ГЕС Клуні
ГЕС Клуні – гідроелектростанція у Шотландії. Входить до складу каскаду на річці Таммел (ліва притока Тей, яка впадає в затоку Північного моря Ферт-оф-Тей біля Данді), що дренує центральну частину Грампіанських гір. Знаходиться між ГЕС Таммел Брідж (вище по течії) та ГЕС Пітлохрі.
Споруджена в кінці 1940-х років станція отримує ресурс із озера Loch Tummel. Рівень останнього підняли на 5 метрів за допомогою гравітаційної греблі висотою 19,5 метрів, зведеної у трьох кілометрах вниз по течії від природної берегової лінії водойми. Гребля обладнана двома водопропускними шлюзами та рибоходом, який забезпечує міграцію сьомги. До озера окрім природного стоку надходить вода, відпрацьована на дериваційній ГЕС Errochty, яка використовує ресурс кількох річок у північній частині сточища Tummel.
Від Loch Tummel вода подається до машинного залу через водовід, що переходить у тунель довжиною понад 3 км з діаметром 6,9 метра, при спорудженні якого здійснили виїмку 400 тис м3 скельного матеріалу. Тунель в свою чергу переходить у три напірні водоводи до машинного залу, спорудженого біля впадіння у Tummel її великої лівої притоки Garry. Зал оснащений трьома турбінами типу Френсіс потужністю по 20,4 МВт, які при напорі у 53 метри забезпечують річну виробітку електроенергії на рівні 186 млн кВт-год.
Відпрацьована вода потрапляє у водосховище Loch Faskally, створене греблею останнього ступеню каскаду ГЕС Pitlochry.
Певний час станція Clunie виконувала функцію диспетчерського центру для всього каскаду на Tummel.